# Margret Gromann
Margret Gromann, auch: Margret Gromann-Bavink, (geb. vor 1980) ist eine deutsche Sprachforscherin und westfälische Schriftstellerin in einem Regiolekt.
Gromann lebt in Bielefeld. Sie beschäftigt sich in erster Linie mit dem Bielefelder Missingsch und verfasste dazu eine Reihe von Büchern. Außerdem beschäftigte sie sich mit dem Naturwissenschaftler Bernhard Bavink, einem ihrer Vorfahren.

## Werke
- Da fällt man ssich ja über! – Bielefelder Sprachlehre, Westfalen-Verlag Bielefeld 1980, erweiterte Ausgabe 1990, ISBN 3-88918-007-8
- Da musste dich nix bei denken! – Gereimtes Ungereimtes aus Ostwestfalen, Westfalen-Verlag Bielefeld 1980, ISBN 3-88918-006-X
- Die Weihnachtsreise, Westfalen-Verlag Bielefeld 1984, ISBN 3-88918-027-2
- Teutoburger Tagebücher – Von der Steinzeit bis heutzutage, Westfalen-Verlag Bielefeld 1989, ISBN 3-88918-059-0
- Bernhard Bavink: Lehrer, Wissenschaftler, Philosoph, Verlag Kramer Bielefeld 1995, ISBN 3-00-000010-0

| Personendaten    | Personendaten                                                 |
| ---------------- | ------------------------------------------------------------- |
| NAME             | Gromann, Margret                                              |
| ALTERNATIVNAMEN  | Gromann-Bavink, Margret (vollständiger Name)                  |
| KURZBESCHREIBUNG | deutsche Sprachforscherin und westfälische Regiolektdichterin |
| GEBURTSDATUM     | vor 1980                                                      |